# خوزه ملچور گومیس

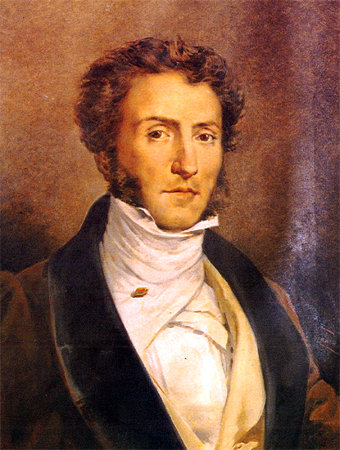
خوزه ملچور گومیس (۱۷۹۱–۱۸۳۶) پرتره اثر گونزالو سالوا - نسخه اصلی در کنسرواتوار، والنسیا

خوزه ملچور گومیس (به اسپانیایی: José Melchor Gomis) (۶ ژانویه ۱۷۹۱–۴ اوت ۱۸۳۶) آهنگساز رومانتیک اهل اسپانیا بود. وی در سال ۱۷۹۱ در اونتینینتو، وال دالبیدا، استان والنسیا متولد شد.
وی سرپرست موسیقی یک هنگ توپخانه در جنگ‌های ناپلئونی بود. در سال ۱۸۱۷ آهنگ ملودرام گومیس برای صدا و ارکستر در والنسیا اجرا شد.
او آهنگی با تم افتخار ساخت و به نام ژنرال رافائل دلریه‌گو نامگذاری شد و از آن زمان توسط دولت‌های مختلف جمهوری‌خواه اسپانیا به عنوان سرود ملی مورد استفاده قرار گرفت.
پس از روی کار آمدن فریناند هفتم در سال ۱۸۲۳، نظرات سیاسی گومیس باعث شد که وی در پاریس و لندن در تبعید زندگی کند. گومیس در پاریس، روش آواز خوانی موفقی را نوشت که در سال ۱۸۲۶ با فداکاری‌های جواکینو روسینی و فرانسوا-آدریان بوالدیو منتشر شد و در سال ۱۸۲۷ در لندن کار وکال خود را به نام L'inverno به پایان رساند.
گومیس موفق به دریافت نشان شوالیه لژیون دونور از لوئی فیلیپ پادشاه وقت فرانسه شد. وی در سال ۱۸۳۶ در سن ۴۵ سالگی بر اثر بیماری سل در پاریس درگذشت.

## منابع

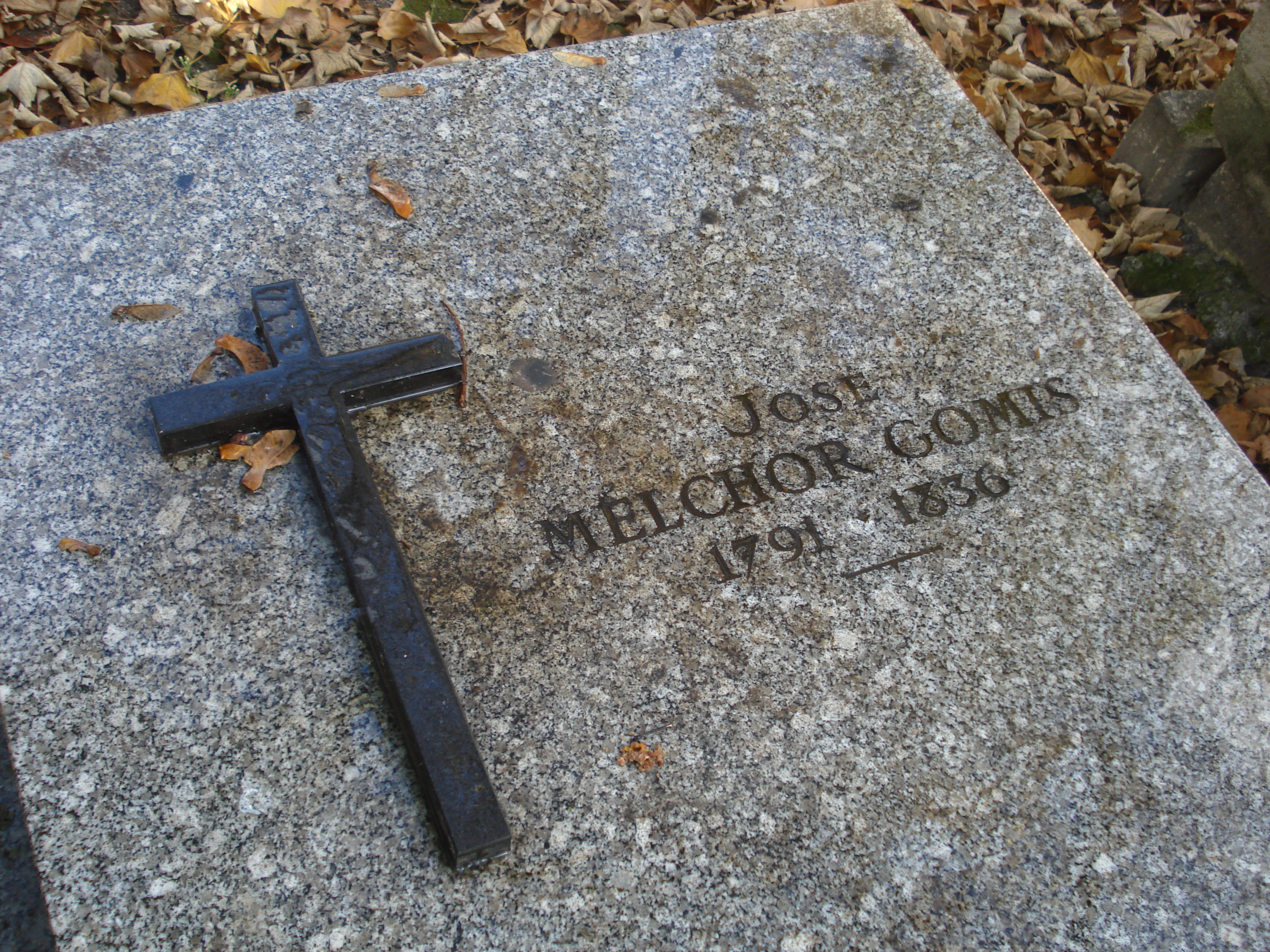
گورستان مونمارتر